# American Political Science Review
L'American Political Science Review est une revue académique américaine de science politique. C'est une publication de l'American Political Science Association éditée par les presses universitaires de Cambridge.
L'American Political Science Review est la revue la mieux classée selon l'indicateur SJR dans le champ "sciences politiques et relations internationales".